# رأس الماء
رأس الماء (به فرانسوی: Ras El Ma) یک منطقهٔ مسکونی در مراکش است که در استان الناظور واقع شده‌است. رأس الماء ۷٬۵۸۰ نفر جمعیت دارد.